# Malak Preslavets
Malak Preslavets (Bulgaars: Малък Преславец) is een dorp in het noordoosten van Bulgarije. Zij is gelegen in de gemeente Glavinitsa in de oblast Silistra. Het dorp ligt ongeveer 33 km ten westen van Silistra en 322 km ten noordoosten van de hoofdstad Sofia.

## Bevolking
In de eerste volkstelling van 1934 registreerde het dorp 1.643 inwoners. Dit groeide tot een officiële hoogtepunt van 1.718 inwoners in 1956. Sindsdien neemt het inwonersaantal af. Op 31 december 2019 telde het dorp 214 inwoners.
Van de 299 inwoners reageerden er 267 op de optionele volkstelling van 2011. Van deze 267 respondenten identificeerden 260 personen zichzelf als etnische Bulgaren (97,4%), terwijl de rest ondefinieerbaar was.
Van de 299 inwoners in februari 2011 werden geteld, waren er 42 jonger dan 15 jaar oud (14%), gevolgd door 139 personen tussen de 15-64 jaar oud (46,5%) en 118 personen van 65 jaar of ouder (39,5%).